# Enicospilus henryi
Enicospilus henryi är en stekelart som beskrevs av Ian D. Gauld och Mitchell 1978. Enicospilus henryi ingår i släktet Enicospilus och familjen brokparasitsteklar. Inga underarter finns listade i Catalogue of Life.